# Commode (empereur romain)
Pour les articles homonymes, voir Commode.
Commode (en latin : Imperator Caesar Lucius Aelius Aurelius Commodus Augustus Pius Felix Sarmaticus Germanicus Maximus Britannicus), né à Lanuvium le 31 août 161 et mort à Rome le 31 décembre 192, est un empereur romain qui règne de 180 à 192. Il est le fils de Marc Aurèle et le dernier empereur de la dynastie des Antonins.
Arrivé sur le trône en 177, il gouverne durant trois ans aux côtés de Marc Aurèle. À la mort de ce dernier en 180, Commode commence à régner de manière plus hostile au Sénat. Il est rapidement surnommé Hercule en raison de combats de gladiateurs auxquels il participe.
Le règne de Commode est parfois considéré comme marquant la fin de la Pax Romana. Son assassinat en 192 provoque une guerre civile et la fin de la dynastie des Antonins. Soumis à la damnatio memoriae par le Sénat, il est réhabilité par Septime Sévère.
À l'instar de Caligula, Néron et Domitien, son image reste celle d'un empereur cruel et sanguinaire, propagée par des auteurs latins qui, pour des raisons idéologiques et politiques, ont joué un rôle considérable dans le développement de sa légende noire. Cette image est cependant réévaluée par la recherche contemporaine.

## Sources
L'image dressée pour la postérité de Commode par les sources antiques parvenues jusqu'à nous le fait généralement figurer au rang des pires empereurs romains, aux côtés de Caligula, Néron ou Domitien, un portrait encore généralement véhiculé dans la culture populaire.
Cependant, depuis le XXIe siècle, le règne de Commode est questionné à nouveaux frais, essayant de mieux cerner la personnalité et l'action d'un empereur resté au pouvoir pendant près de treize années, dont le principat « semble parfois se dérober à une approche rationnelle ».

### Documents antiques
Peu nombreuses, les sources narratives ont en commun de développer une approche globalement « anti-commodienne ». Les plus importantes proviennent de trois auteurs : Dion Cassius (c.155-235), Hérodien (c.175-250) et un anonyme du IVe siècle, auteur de l'Histoire Auguste.
Dion Cassius, dont le père a été consul suffect avec Commode en 183, n'a que six ans de plus que ce dernier. Hellénophone, originaire de Bithynie, c'est un témoin privilégié du principat qui gravite près du pouvoir puisqu'il devient questeur en 188 et accède au sénat quelques années plus tard. Il rédige une Histoire romaine sous les Sévères, une trentaine d'années après la disparition de Commode, qui n'est parvenue à nous que sous une forme abrégée. Bien qu'il s'en dégage une franche hostilité conditionnée par la vive opposition entre le sénat et l'empereur ainsi qu'une construction littéraire soulignant le contraste entre Commode, le despote « corrompu », et son père Marc-Aurèle, le prince « idéal », cette source demeure essentielle.
Hérodien, également de langue grecque, écrit dans ses dernières années une Histoire des empereurs romains de Marc Aurèle à Gordien III dans laquelle il fait remonter à la fin de l'ère antonine les difficultés que traverse son époque. Contemporain des évènements qu'il décrit, il est néanmoins un peu plus clément avec Commode dont il relate le règne en son livre I, affirmant se démarquer des récits d'historiens « poussés par l'hostilité ou la haine envers des tyrans », sans que le portrait qu'il dresse de l'empereur, ici encore comparé aux vertus de son père, soit pour autant flatteur : Hérodien décrit un règne scandaleux et déplorable, dont il attribue cependant l'origine des excès à une tentative d'assassinat dont Commode a été l'objet.
L'auteur de l'Histoire Auguste, un aristocrate latin écrivant à l'extrême fin du IVe siècle dont l'identité reste discutée consacre vingt chapitres à sa Vita Commodi Antonini, presque exclusivement consacrés à illustrer les aspects négatifs de son caractère. S'apparentant à un véritable pamphlet dont rien ne sort de positif concernant Commode, le récit, vraisemblablement puisé chez des auteurs plus proches des évènements dont probablement l'œuvre perdue de Marius Maximus, regorge néanmoins de détails précieux pour la recherche.
À ces trois sources s'ajoutent quelques-unes de moindre portée mais qui peuvent s'avérer utiles. La correspondance de Fronton avec Marc Aurèle, datant des années 162 à 176, laisse entrevoir les relations de ce dernier avec son jeune fils et renseigne sur son éducation ainsi qu'un aperçu du contexte intellectuel de l'époque. De la même manière, les traités de médecine de Galien, médecin de la cour impériale, apportent également un éclairage sur la période.
Enfin, le Livre des Césars d'Aurélius Victor, rédigé vers 360, apporte quelques détails inédits dans une vie de Commode brève et cinglante. Vers la même époque, le règne du dernier des Antonins est résumé en quelques lignes dans l’Abrégé d'histoire romaine d'Eutrope et, au Ve siècle, on trouve quelques brèves informations chez l'auteur chrétien Orose.
En dehors de la documentation écrite, la numismatique, l'épigraphie et l'étude de la statuaire permettent d'éclairer l'idéologie impériale, l'image que l'empereur veut laisser de lui-même ainsi qu'ils constituent, plus généralement, autant d'indices sur l'esprit de l'époque et que l'archéologie permet d'également éclairer cette période charnière pour l'Empire romain.

### Historiographie contemporaine
Les historiens de la période moderne ont véhiculé l'image sulfureuse de Commode héritée des auteurs antiques, sans approfondir, et il faut attendre le milieu du XXe siècle pour que des chercheurs commencent à s'intéresser réellement à ce règne.
Les travaux sont cependant restés peu nombreux et ce n'est qu'en 1964 que paraît la première biographie de Commode sous la plume de l'historien italien Fulvio Grosso, l'année même de la sortie du péplum d'Anthony Mann La Chute de l'Empire romain mettant en scène un Commode sanguinaire et meurtrier de son père, un schéma qui sera repris par Ridley Scott en 2000 pour Gladiator, un autre film à succès.
Dans les années 2000, trois monographies d'historiens anglophones sont consacrées à cet empereur — Hesker (2002), Adams (2013) et McHugh (2015) —, les deux premières s'attachant à des aspects plus particuliers du sujet et la troisième constituant la première biographie d'approche plus holistique. Enfin, deux monographies paraissent consécutivement en français, en 2018 par Éric Teyssier, chez Perrin, et en 2019 par Philippe Tarel chez Ellipses, chacune proposant, peu ou prou, de réévaluer les nombreux clichés auxquels sont associés la Rome de Commode et l'empereur lui-même.

## Le règne de Commode
Il est le fils de l'empereur Marc Aurèle et de Faustine la Jeune (descendante de l'empereur Antonin le Pieux) qui lui donne treize enfants : six filles et sept garçons dont le frère jumeau de Commode, mort en 165. Il est le seul empereur porphyrogénète de cette dynastie, c'est-à-dire né dans la pourpre impériale et non adopté. Son père, Marc Aurèle, est aussi souvent à tort considéré ainsi, bien qu'il ait été adopté par Antonin le Pieux — à un très jeune âge cependant. Des rumeurs prétendent que Commode ne serait pas le fils de Marc Aurèle mais de l'adultère de Faustine avec un de ses amants gladiateur. En effet, sa mère est décrite par les sources sous un jour peu flatteur ; infidèle, elle trompe son mari à Gaète (station balnéaire et centre de villégiature pour les Romains fortunés) avec des marins, des acteurs de pantomimes et des gladiateurs. Elle semble avoir beaucoup d'attirance pour ce dernier genre d'hommes et lorsqu'elle assiste aux jeux dans le Colisée, les médisants racontent que les combats sont plus sanglants qu'en temps normal. Ces rumeurs publiques sont nées dès le règne de Commode, probablement en raison de la mauvaise réputation de celui-ci et de la passion du couple impérial pour les jeux de l'amphithéâtre, mais il est impossible de déterminer la part d'authenticité de ces textes apocryphes.

Ses parents
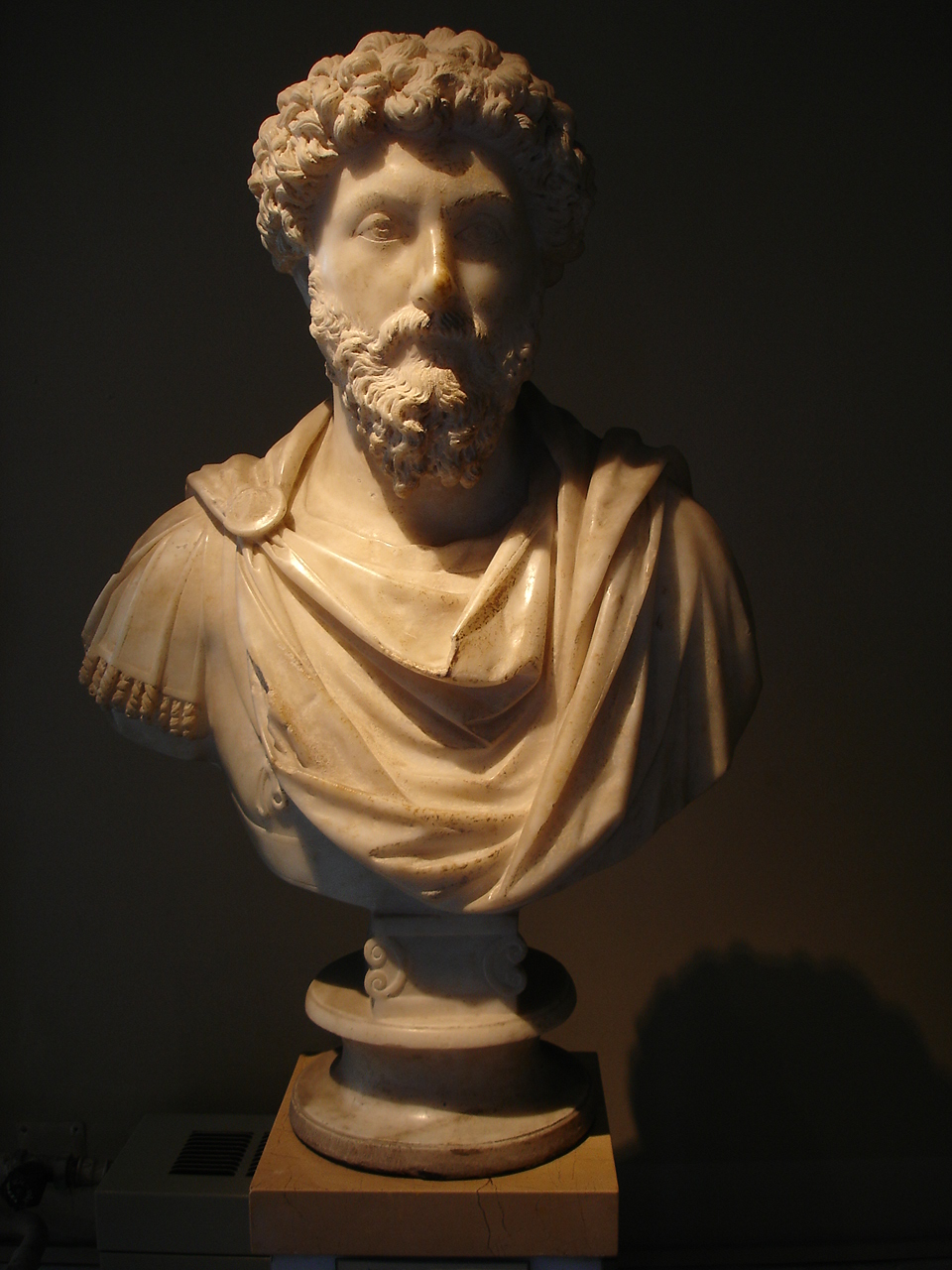
Buste de Marc Aurèle - musée d'Istanbul.
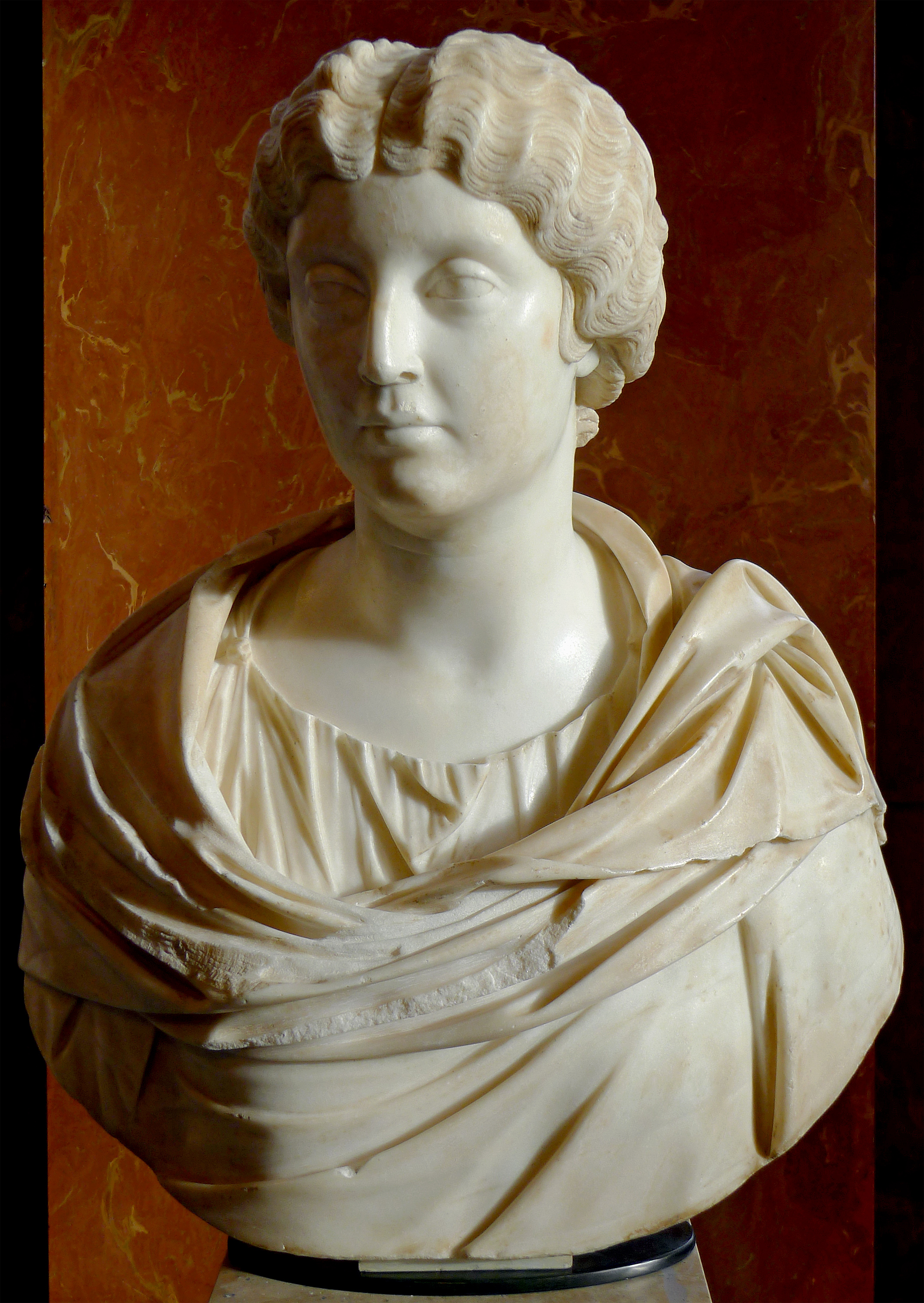
Faustine la Jeune vers 202 - musée du Louvre, Ma1144.

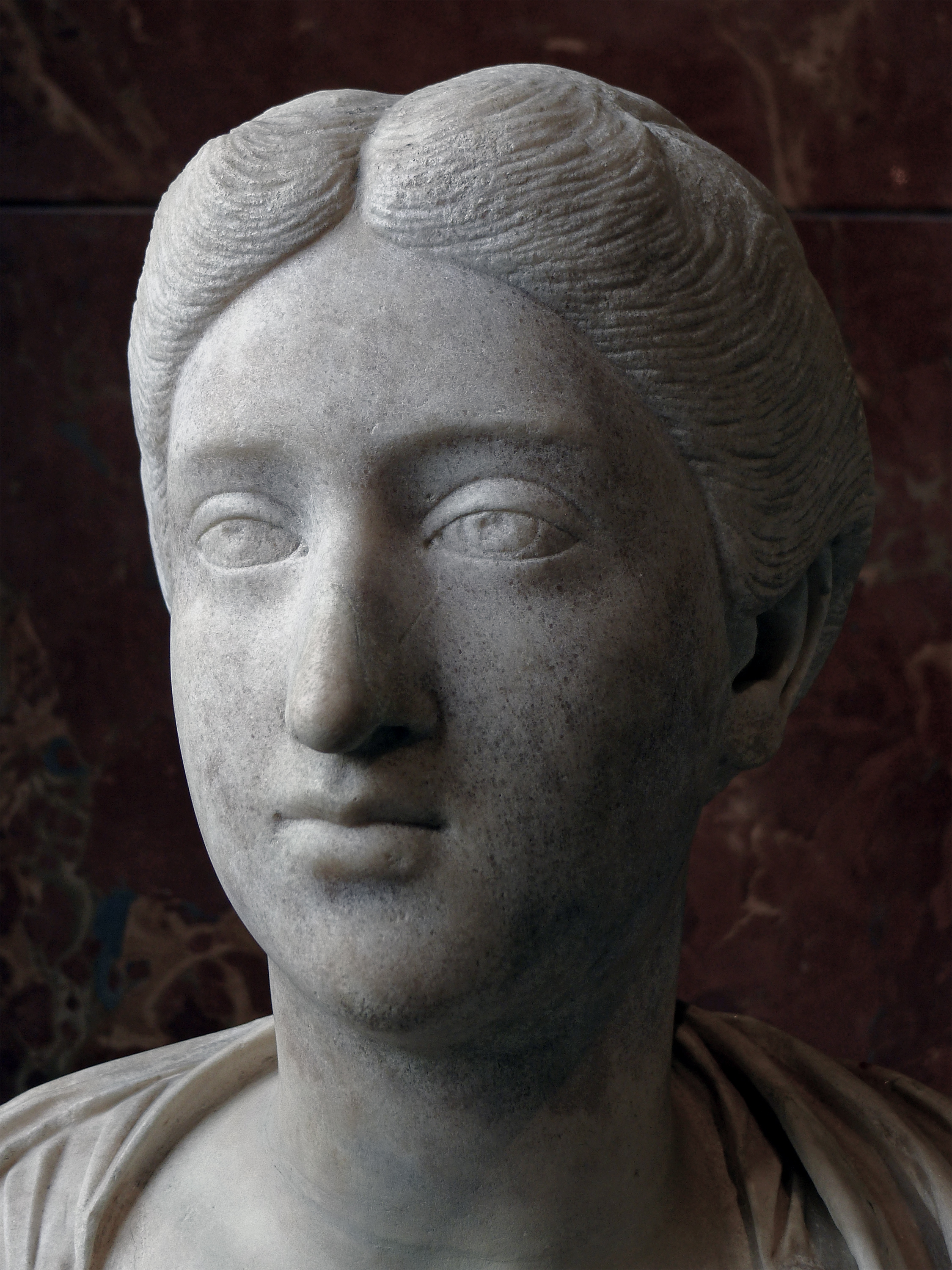
Crispine vers 178 - musée du Louvre.

Commode est associé au pouvoir dès 166 en tant que César, avec son frère cadet, Annius Verus. Ce dernier décède trois ans plus tard, laissant Commode comme seul héritier de l'Empire. Les événements précipitent toutefois son élévation au pouvoir : c'est à la suite de la révolte d'Avidius Cassius qu'il reçoit le 1er janvier 177 le titre d'Auguste qui lui donne les pleins pouvoirs impériaux aux côtés de son père. C'est donc logiquement qu'il est acclamé par l'armée et reconnu par le Sénat lorsque Marc Aurèle meurt en 180, à la frontière danubienne de l'empire. Entre-temps en 177, il avait épousé Crispina répudiée et bannie en 188 à Capri, où elle sera plus tard (en 191) assassinée sur son ordre personnel.
Son règne met un terme à l'ère des « cinq bons empereurs », de la dynastie des Antonins.
Après quelques mois de campagnes militaires pour achever les opérations en cours, Commode décide de rentrer à Rome pour se présenter à la plèbe et assurer son pouvoir. Cette décision est souvent présentée comme irréfléchie par l'historiographie romaine : Commode attiré par Rome et ses plaisirs aurait bâclé la paix, déshonorant l'empire et préparant des déconvenues aux frontières. Un tel jugement, présent dans Hérodien comme dans l’Histoire Auguste, est cependant exagéré. En effet, les recherches historiques contemporaines montrent que les frontières n'ont pas été abandonnées, ni négligées. En revanche, Commode, jeune empereur en manque de légitimité, ressentait peut-être le besoin de consolider son pouvoir dans le lieu le plus prestigieux de l'empire : sa capitale.

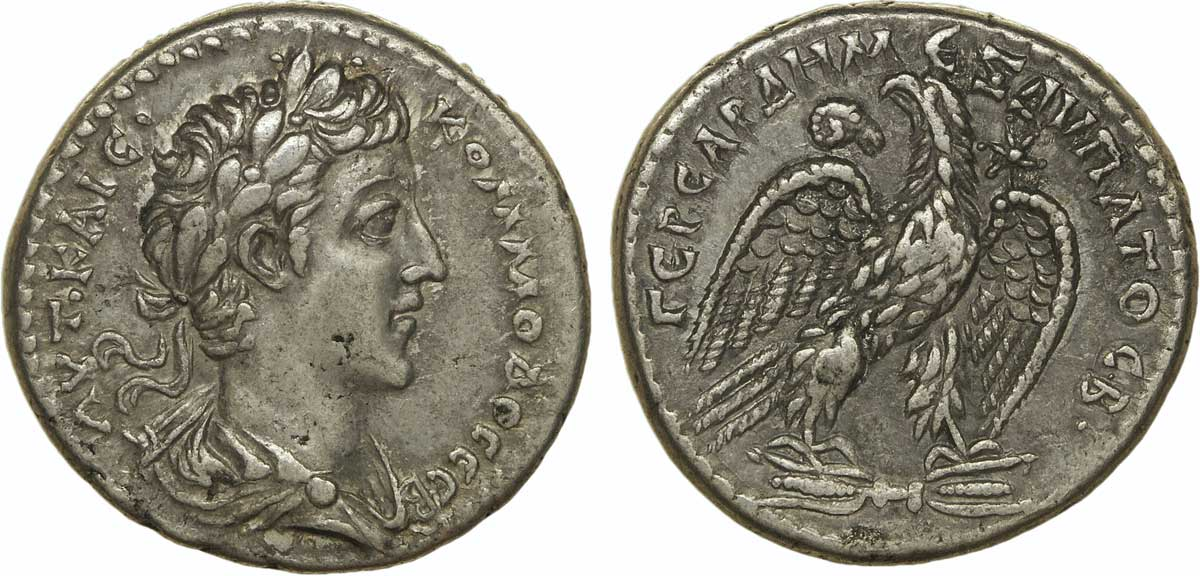
Commode.

Après plusieurs mois de bonne entente apparente avec le Sénat et les plus grands personnages de l'empire, une crise bouleverse la situation. En 182, Commode est la cible d'une tentative d'assassinat résultant d'un complot sénatorial, mené avec la complicité de sa sœur, Lucilla, et peut-être de Tarrutienius Paternus, préfet du prétoire. Après une importante purge politique destinée à punir cet attentat et à en prévenir d'autres, un climat de méfiance réciproque s'installe entre l'empereur et les sénateurs ; il s'exacerbe tout au long du règne, atteignant son paroxysme dans les trois dernières années. En conséquence, Commode s'appuie sur un nombre restreint de proches et de favoris, renforçant l'amertume du Sénat et s'exposant à de sévères critiques : empereur isolé, coupé de l'aristocratie la plus prestigieuse, il est présenté par l'historiographie sénatoriale comme un tyran irresponsable, cruel et débauché (cette historiographie exagère notamment lorsqu'elle raconte qu'il entretient un harem de six cents filles et mignons pris dans la bonne société, tout en fréquentant les bordels), vices qui lui sont attribués dès l'enfance, par l'Histoire Auguste.
Commode se repose d'abord sur le successeur de Tarrutenius, le nouveau préfet du prétoire Tigidius Perennis (en), jusqu'à ce qu'un complot mette fin à la puissance de ce dernier, qui a peut-être cherché à éliminer l'empereur. De 185 à 189, Commode est influencé par l’affranchi Cléandre en qui il a plus confiance qu'en ses préfets du prétoire. Face à un règne jugé tyrannique et sanguinaire, l’aristocratie sénatoriale, décimée et bafouée, a recours à des conspirations qui toutes échouent mais exacerbent le conflit.
Commode favorise la plèbe et l’armée et dépense des sommes considérables en donations et en distributions frumentaires. En 189, lorsque le blé vient à manquer, peut-être à la suite d'un complot, il laisse massacrer par la foule le préfet de l'annone Papirius Dionysius et Cléandre, devenu entre temps préfet du prétoire[source insuffisante]. Il institue un édit du maximum pour stabiliser les prix, et cherche également à augmenter l’afflux de blé africain en complément du blé égyptien. À la même époque, Rome est touchée par une maladie pestilentielle, peut-être un retour de la peste antonine. Sur le plan extérieur, il signe dès son arrivée au pouvoir en 180 un traité de paix avec les Marcomans, selon lequel ces derniers doivent régulièrement livrer céréales, armes et recrues, afin d'alimenter les troupes auxiliaires de l'armée. Il met ainsi progressivement fin aux guerres marcomanes.

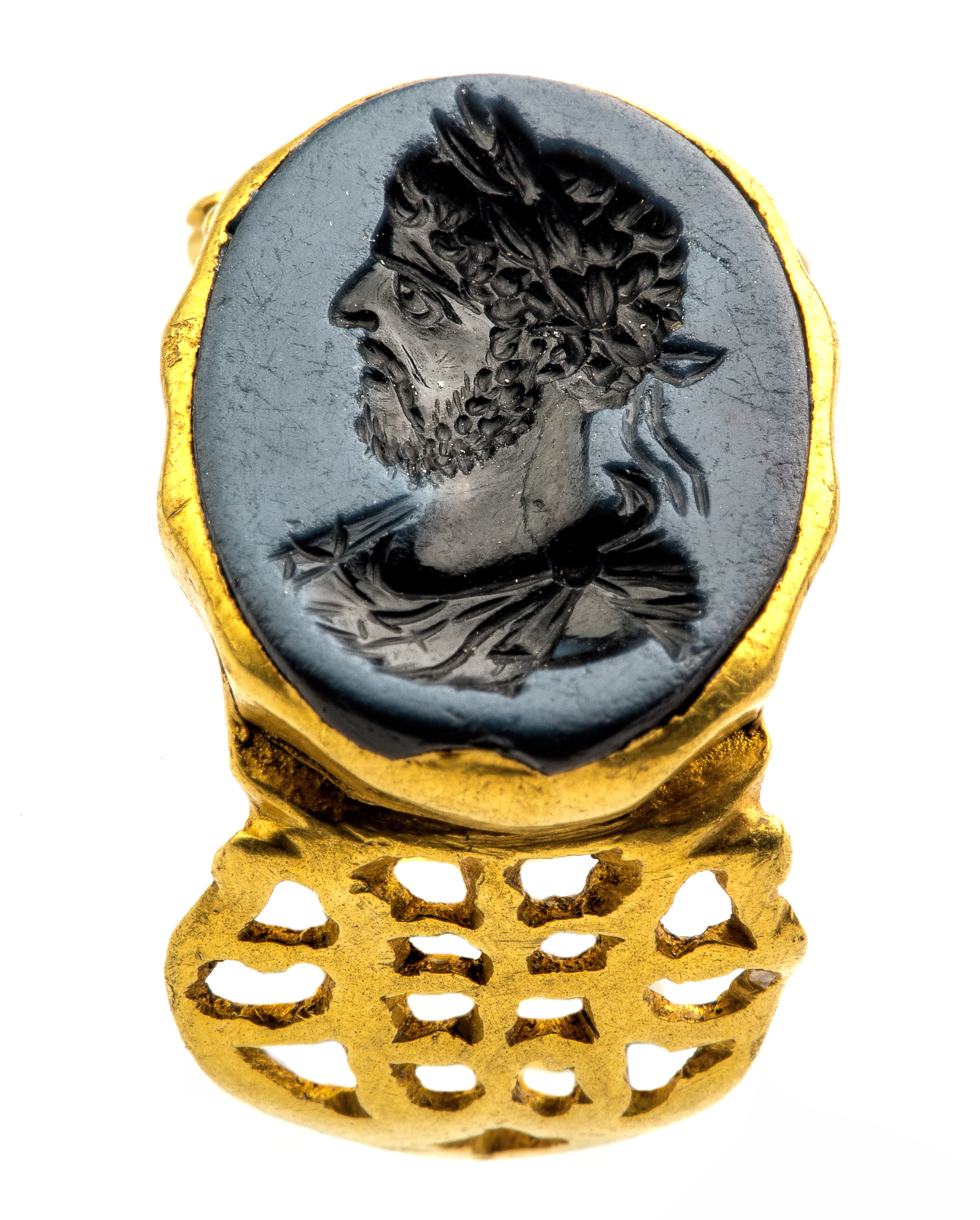
Anneau sigillaire en or avec portrait de Commode, trouvé à Tongres (Belgique), musée gallo-romain de Tongres.

Les dernières années du règne voient Commode innover et exalter exagérément son pouvoir : il rebaptise peu à peu toutes les institutions, change le nom des mois et même celui de Rome, devenue « Colonia Lucia Annia Commodiana ». De telles nouveautés doivent être jugées très sévèrement par les sénateurs. Sa mégalomanie lui a pourtant attiré les faveurs de la plèbe lorsque, organisant en de nombreuses occasions des jeux, il descend dans l'arène pour y vaincre des gladiateurs et des fauves. Ce goût pour les jeux macabres de l'amphithéâtre explique la thèse avancée par certains historiens romains, hostiles à sa mémoire, selon lesquels il a été fils de gladiateur (de la même manière que certains textes disent de Dioclétien qu'il a été le fils d'un greffier à cause de ses réformes administratives).
Jamais il ne connut la défaite, il s'identifia en ce sens à Hercule en se faisant représenter sur les monnaies portant des peaux de lions et une massue.
Durant les douze années de son règne, et malgré la réputation de despote qu'il se forge, Commode est à l'origine de plusieurs avancées de l'Empire romain. Pratiquant lui-même des cultes étrangers, il met fin aux persécutions contre les chrétiens qui recommenceront dès sa mort. Il fait également ériger divers monuments célébrant les exploits de son père Marc Aurèle, comme une statue équestre ou une colonne commémorative au cœur de Rome.
Globalement aimé du peuple et soutenu par l'armée, à laquelle il fait don d'énormes sommes d'argent, il réussit à se maintenir au pouvoir contre de nombreuses conspirations. Les dernières années du règne sont encore marquées par des purges, en particulier à l'encontre de ses proches, Commode craignant peut-être qu'ils ne soient des candidats à l'empire et qu'ils ne cherchent à le renverser. Inversement, d'autres personnages profitent de la situation, à l'image de Pertinax qui devient préfet de la Ville, atteignant le poste le plus prestigieux d'une carrière sénatoriale, et qui semblait alors très apprécié de Commode. Les sources parlent de nombreux attentats à sa vie qui échouèrent, mais le 31 décembre 192, l'esclave Narcisse, l'entraînant au maniement des armes, l'étrangle dans son bain alors qu'il avait résisté à une tentative d'empoisonnement, conséquence d'un complot mené par son préfet du prétoire, Laetus, son chambellan, Eclectus, et sa concubine Marcia. Ces derniers étaient en effet menacés de tomber en disgrâce et auraient donc décidé de prendre les devants.
Empereur considéré comme cruel et arbitraire, il n'est pas divinisé à sa mort par le Sénat, mais reçoit à l'instar de Néron ou de Domitien la damnatio memoriae (condamnation de la mémoire). Septime Sévère tente une réhabilitation limitée puisque sur certaines inscriptions il est qualifié de « frère de Commode » afin de se rattacher, en fait, à l'ancienne dynastie des Antonins et asseoir sa légitimité. Pour plaire au peuple et à l'armée qui aimaient Commode, Septime Sévère force le Sénat à diviniser Commode.
C'est Pertinax, le préfet de la Ville, personnage âgé et prestigieux, qui prend le pouvoir immédiatement après la mort de Commode, peut-être en application d'un plan prémédité. Son assassinat quelques mois plus tard précipite l'empire dans la guerre civile : Didius Julianus contrôle Rome, après avoir « acheté » le vote des prétoriens, tandis que Pescennius Niger prétend au pouvoir en Orient, Clodius Albinus en Bretagne et Septime Sévère (qui l'emportera finalement) en Pannonie.

## Noms et titres

### Noms successifs
- 161, naît LVCIVS•AVRELIVS•COMMODVS
- 166, reçoit le titre de « Cesar » (héritier du trône) : LVCIVS•AVRELIVS•COMMODVS•CAESAR
- 172, prend avec son père le titre de « Germanicus » : LVCIVS•AVRELIVS•COMMODVS•CAESAR•GERMANICVS
- 175, prend avec son père le titre de « Sarmaticus » : LVCIVS•AVRELIVS•COMMODVS•CAESAR•GERMANICVS•SARMATICVS
- 176, reçoit le titre d'« Imperator »
- 177, associé à l'Empire par son père : IMPERATOR•CAESAR•LVCIVS•AVRELIVS•COMMODVS•AVGVSTVS•GERMANICVS•SARMATICVS
- 180, accède à l'Empire : IMPERATOR•CAESAR•MARCVS•AVRELIVS•COMMODVS•AVGVSTVS•GERMANICVS•SARMATICVS
- 182, prend le titre de « Pius » et celui de « Germanicus maximus » : IMPERATOR•CAESAR•MARCVS•AVRELIVS•COMMODVS•AVGVSTVS•PIVS•SARMATICVS•GERMANICVS•MAXIMVS
- 184, prend le titre de « Britannicus » : IMPERATOR•CAESAR•MARCVS•AVRELIVS•COMMODVS•AVGVSTVS•PIVS•SARMATICVS•GERMANICVS•MAXIMVS•BRITANNICVS
- 185, prend le titre de « Felix » : IMPERATOR•CAESAR•MARCVS•AVRELIVS•COMMODVS•AVGVSTVS•PIVS•FELIX•SARMATICVS•GERMANICVS•MAXIMVS•BRITANNICVS
- 191, change son nom en IMPERATOR•CAESAR•LVCIVS•ÆLIVS•AVRELIVS•COMMODVS•AVGVSTVS•PIVS•FELIX•SARMATICVS•GERMANICVS•MAXIMVS•BRITANNICVS

### Titres et magistratures
- Consul en 177, 179, 181, 183, 186, 190, 192
- Pater patriae en 180
- Pontifex maximus en 180
- Acclamé Imperator en 176, 177, 179, 180, 182, 183, 184, 186
- Détient la puissance tribunicienne de 176, renouvelée annuellement le 10 décembre jusqu'en 192

### Titulature à sa mort
Au moment de son assassinat en 192, sa titulature était : IMPERATOR•CAESAR•LVCIVS•ÆLIVS•AVRELIVS•COMMODVS•AVGVSTVS•PIVS•FELIX•SARMATICVS•GERMANICVS•MAXIMVS•BRITANNICVS, HERCVLES•ROMANVS, PONTIFEX•MAXIMVS, TRIBVNICIAE•POTESTATIS•XVIII, IMPERATOR•VIII, CONSVL•VII, PATER•PATRIAE

### Ouvrages
- Philippe Tarel, Commode, Ellipses, 2019 (ISBN 978-2-340-03769-4).
- Patrice Faure, Nicolas Tran et Catherine Virlouvet, Rome, Cité universelle : De César à Caracalla à Théodoric, 70 av. J.-C.-212 apr. J.-C., Belin, coll. « Mondes anciens », 2018 (ISBN 978-2-7011-6496-0).
- Éric Teyssier, Commode : L'Empereur gladiateur, Perrin, 2018, 277 p. (ISBN 978-2-262-07740-2, lire en ligne).
- (en) John S. McHugh, The Emperor Commodus : God and Gladiator, Pen & Sword Military, 2015 (ISBN 978-1-47382-755-4)
- (en) Geoff W. Adams, The Emperor Commodus : Gladiator, Hercules Or a Tyrant ?, Boca Raton, Brown Walker Press, 2013 (ISBN 978-1-61233-722-7).
- (de) Steve Pasek, Coniuratio ad principem occidendum faciendumque : Der erfolgreiche Staatsstreich gegen Commodus und die Regentschaft des Helvius Pertinax (192/193 n. Chr.), Munich, Akademische Verlagsgemeinschaft München, 2013 (ISBN 978-3-86924-405-1).
- (en) Oliver Hekster, Commodus : An Emperor at the Crossroads, Amsterdam, J. C. Gieben, 2002, 250 p. (ISBN 90-5063-238-6).
- (de) Maria Gherardini, Studen zur Geschichte des Kaisers Commodus, Verband der wissenschaftlichen gesellschaften, 1974.
- (it) Fulvio Grosso, La Lotta politica al tempo di Commodo, Accademia delle Scienze di Torino, 1964.
- (en) John Traupman, The Life and Reign of Commodus, Princeton University, 1956.

### Articles
- (en) Eleonora Cavallini, « Was Commodus Really That Bad ? », dans Martin M. Winkler (éd.), The Fall of the Roman Empire : Film and History, Wiley-Blackwell, 2009 (ISBN 978-1-405-18223-2), p. 102-116.
- (en) Barry Baldwin, « Commodus the Good Poet and Good Emperor : Explaining the Inexplicable », Gymnasium, no 87,‎ mars 1990, p. 224–231.

## Filmographie
- La Chute de l'Empire romain, film d'Anthony Mann de 1964 qui montre la fin de règne de Marc Aurèle et celui de Commode.
- Gladiator, film de Ridley Scott sorti en 2000, dans lequel Commode est interprété par Joaquin Phoenix. L'image de Commode dans le film est assez éloignée de la réalité et ne respecte pas les faits historiques. Dans le film, Commode assassine son père car ce dernier l'écarte du pouvoir afin de rétablir la République ce qui est entièrement faux dans la mesure où Commode est nommé successeur de Marc Aurèle dès ses cinq ans. Par ailleurs, Commode n'est pas mort dans l'arène mais assassiné dans son palais après douze ans de règne.
- Roman Empire : Le Règne du sang est une série-documentaire Netflix de 2016 réalisée autour de la passation de pouvoir entre Marc Aurèle et Commode.